# Loseatîn, Kremeneț
Loseatîn (în ucraineană Лосятин) este localitatea de reședință a comunei Loseatîn din raionul Kremeneț, regiunea Ternopil, Ucraina.

## Demografie
Componența lingvistică a localității Loseatîn
     Ucraineană (98,42%)
     Rusă (1,45%)
     Alte limbi (0,13%)
Conform recensământului din 2001, majoritatea populației localității Loseatîn era vorbitoare de ucraineană (98,42%), existând în minoritate și vorbitori de rusă (1,45%).